# Archibald Strohalm

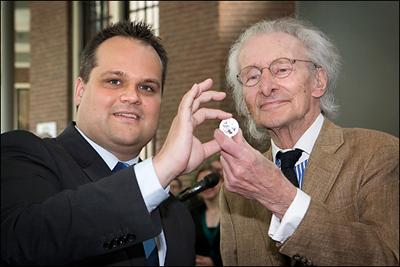
Harry Mulisch (rechts) 2010 mit Finanzminister de Jager

Archibald Strohalm ist der Debütroman von Harry Mulisch. Das Manuskript wurde mit dem Reina Prinsen Geerligs Preis 1951 ausgezeichnet und erschien im Jahr 1952 als Buch. 1957 wurde der Roman mit dem Anne-Frank-Preis prämiert.
Erzählt wird die Geschichte Archibald Strohalms, der als Büroangestellter einer Wohlfahrtsorganisation in einer niederländischen Provinzstadt lebt. Die wöchentlichen, christlich-konservativen Kaspertheateraufführungen seines Gegenspielers „Ouwe Opa“ direkt vor seinem Fenster werden für ihn zum Anlass, seine gesamte Lebensweise in Frage zu stellen. Wütend über die Versuche, die Kinder mit den Schrecken der Hölle auf einen angepassten Lebensweg zu führen, verspricht er einen Gegenentwurf. Er will selbst ein Stück verfassen und aufführen, das die Kinder über das Lachen erreicht. Strohalm gibt Job, seine Geliebte und soziale Kontakte auf, um Autor zu werden. Immer stärker vergräbt er sich in Philosophie und Schriftstellerei und verliert zunehmend den Kontakt zur Realität. Bedrohliche Halluzinationen beängstigen ihn, für die braven Bürger wird er zunehmend zur Hassfigur. Am Ende scheitert er als Schriftsteller, seine Aufführung, die in endlosen Wiederholungen den Mythos von Sisyphos zeigt, wird zum Desaster.
Der Roman weist eine klare Grundstruktur auf: In einem Jahr will Strohalm sein Stück verfassen und aufführen. Ort der Handlung sind eine niederländische Kleinstadt und ihre Umgebung. Erzählt wird chronologisch die Zeit vom Dezember 1949 bis zum Herbst 1950.
Dennoch wird der Leser immer stärker irritiert. Aus der Perspektive Strohalms nimmt er an der zunehmenden Verzerrung der Wirklichkeitswahrnehmung teil. Düstere Halluzinationen und Obsessionen mischen sich unauflösbar mit der Realität. Immer mehr skurrile Personen tauchen auf mit absurden Projekten, etwa der entmündigte Fabrikant, der stets rückwärts geht und an einer Zeitmaschine arbeitet, um den Lauf der Zeit umzukehren. Positive Schöpferfigur ist der Maler Boris Bronislaw, der versucht, seine künstlerischen Ideen zu leben und den Horizont künstlerischer Formen zu überschreiten.
Der Roman arbeitet stark mit ironisch verzerrten Versatzstücken aus Philosophie, Kunst und Literatur. Pointiert wird die Einsamkeit des erfolglosen Schriftstellers thematisiert, der bis zur Selbstaufgabe vergeblich versucht, das weiße Papier mit Schrift zu füllen, und der immer wieder scheitert, Entwürfe verbrennt, in Träume und seltsame Aktivitäten flüchtet.
Der historische Kontext, die Situation in den Niederlanden der Nachkriegszeit, die Aufarbeitung von Widerstand, Kollaboration und dem Entsetzen über den Holocaust taucht nur in Randbemerkungen auf. Durch die mythisch-magische Erzählweise wirkt der Roman in weiten Passagen zeitlos.

## Titel und Namen
Der Titel wird in den meisten niederländischen Druckausgaben als archibald strohalm ohne Großbuchstaben dargestellt. Nur die zweite und dritte niederländische Ausgabe schrieben den Namen wie die deutschen Ausgaben mit Großbuchstaben. In dem Buch „fällt“ Archibald Strohalm aus seinem Namen und damit aus seiner Identität, fortan wird er ohne Großbuchstaben geschrieben.

„Der Sprung aus dem Namen, darum geht es, der Sprung auf eine neue und höhere Ebene von Möglichkeiten: in einen neuen Namen …“

Der Verlust der Großbuchstaben markiert „eine Explosion seiner Persönlichkeit“ (3. Kapitel S. 56). Diese Explosion geschieht in der Silvesternacht 1949/50, als Strohalm ein seltsames Erweckungs- und Vereinigungserlebnis mit einer uralten Kastanie, dem „Erzvater … Abram“ (3. Kapitel S. 60) des Waldes, durchlebt. Der Rezensent der FAZ sieht in Strohalms Wandel eher eine Implosion, das gewünschte Mehr an Möglichkeiten bleibe aus:
„Ja, die Sprengwirkung dieser Explosion, verpufft sogar, und was bleibt, ist eine zerfallende Existenz. Deshalb ist die Explosion denn doch mehr aus der Wahrnehmung archibald strohalms als Metapher zu verstehen, denn was er eigentlich durchlebt, ist eine Implosion.“ Der Name Strohalm ist aber auch in einem anderen Sinne Metapher:

„‚Woran klammert man sich in größter Not?‘ fragte Boris Bronislaw. ‚Neun Buchstaben.‘“

Ironischerweise wird hier auch gleich die korrekte Schreibweise vorausgesetzt.

## Motto
„Symbole werden zu Cymbeln in der Stunde des Todes“ Gerrit Achterberg
Das Motto entlehnte Mulisch aus einem Gedicht von Gerrit Achterberg, den er sehr bewunderte. Er hatte diesen sogar erst seinen Roman lesen lassen, bevor er eine Zeile aus dem Gedicht zu verwenden wagte.
In den letzten Wochen vor dem Zusammenbruch Archibald Strohalms tauchen im Roman konzentriert Symbole des Todes wie tote Vögel, Satansfiguren und Verwesungsspuren auf, die nur Archibald Strohalm sieht. Solche Symbole verwendet der Roman leitmotivisch zur Kennzeichnung der Zerstörung der Hauptfigur.

## Inhalt
1. Kapitel
Der Protagonist Archibald Strohalm lebt in einer Provinzstadt an einem Platz mit einer romanischen Kirche. Bereits der Erzähleingang verweist auf Niedergang und Verfall:

„Auch die Eule schaute hinaus auf den Platz … Glasig vor sich hinstarrend, mit Heu gefüllt, schaute sie durch Archibald Strohalms Dielenfenster auf den alten, verstummten Platz.“

In dieser Welt des Niedergangs lebt Strohalm ein unauffälliges Leben. Er hat einen Bürojob und lebt allein in seinem Zimmer. Freunde hat er kaum und seine einzige Verwandte ist seine Schwester Jutje. Seine Geliebte in Amsterdam sieht er nur selten.
Jeden Samstag schaut Strohalm zunehmend verärgert den Kaspertheater-Aufführungen zu, die „Ouwe Opa“, ein seltsamer alter Knallerbsenfabrikant, mit seinem Sohn Theodoor für Kinder durchführt. Die Aufführungen haben einen religiösen und düsteren Charakter. „Entsetzen und Rührung“ (22) sollen die Kinder zum Glauben führen.
An einem Samstag im Dezember stürzt Strohalm schließlich wütend auf den Kirchplatz. Die mittelalterliche Form der Beeinflussung der Kinder bezeichnet er als „faschistisches Prozedere“ (22), weil sie auf „Unbewußtheit und Unwissenheit“ (22) beruhe. Er fordert „Ouwe Opa“ zu einem Wettstreit heraus. Er will ein eigenes Puppenspiel schreiben, das durch Lachen zur Erkenntnis führt und mit einer einzigen Aufführung ein Kind positiv beeinflussen könne.
2. Kapitel
Der Maler Boris Bronislaw, „bucklig, krummbeinig und langarmig“ (26), aber trotzdem vital und stark, rettet einen Hund aus der eisigen Gracht und übergibt ihn Archibald, der ihn Moses nennt. Am Abend sucht Strohalm Bronislaw in der Hoffnung auf „Außenseitertum und heiligen Rausch“ (29) in einer Künstlerkneipe auf.

„… feierlich lächelnd und mit gemessenem Schritt war Archibald Strohalm aus der Gesellschaft getreten!“

Die beiden diskutieren heftig über künstlerisches Schaffen. Dabei macht sich Bronislaw massiv über eigene und fremde formale Konzepte und symbolische Darstellungen der Welt lustig. Er will ein „Gedicht über die Paarung“ (35) zweier Liebender verfassen, das auf symbolisches Erzählen verzichtet:

„Ich werde übrigens nichts schreiben, ich werde es tun.“

Indirekt vertrauen die beiden einander ihre traumatischen Erfahrungen an. Bronislaw berichtet von einem Vater, der seinen 7-jährigen Sohn aus dem Fenster geworfen habe, um ihn vor dem Feuer zu retten. Dabei sei das Laken gerissen und der Junge zu Tode gekommen – kurz vor Eintreffen der Feuerwehr.
Strohalms Trauma rührt aus der Beziehung zu seinem Vater, einem Biologielehrer und Ornithologen. Schon als Kind hatte er dessen umfangreiche Sammlung von Vogeleiern zerstört. Sein Erbe besteht dennoch nur aus einer Sammlung ausgestopfter Vögel. Strohalm machte sich auf die „Jagd von der einer Frau zur anderen … auf der Suche nach Brüsten und Beinen, aller Männer Feind“ (41). Schon damals schreibt und malt Strohalm, „pathetisch und unecht“ (42), Teufel „mit dem Gesicht seines Vaters“ (42). Seine Ehe mit Meta hält nur ein Jahr, Strohalms eigentliche große Liebe ist eine Friseuse, die ihm im Traum die Haare schneidet.
Beide Männer haben Pläne. Bronislaw will das Leben seines Sohns durch Zeugung eines Nachfolgers erneuern, Strohalm Autor werden. Dabei entwirft er ein seltsames Spiegelmotiv:

„‚Ich habe vor, eine Geschichte zu schreiben, in der ein Mann dabei ist, eine Geschichte zu schreiben. Und in der Geschichte, die dieser zweite Mann schreibt, ist wiederum …. Und weißt du, wer der Mann ist, der in der Geschichte des unendlichsten Mannes die Geschichte schreibt? … Ich.‘

Boris Bronislaw verzog grinsend das Gesicht.

‚Mein altes Großmütterchen‘, sagte er, ‚würde den Unendlichen Mann Gott nennen.‘“

Das Motiv, sich in Spiegelungen zu erkennen oder zu verlieren, durchzieht den gesamten Roman.
3. Kapitel
Strohalm kündigt seinen Job und erzeugt damit einen Wutausbruch bei seinem Chef Ballegoyen, der ihm hasserfüllt den Untergang prophezeit. Für ein Jahr hat Strohalm ausreichend Geld zum Leben. Er nimmt Abschied von seinem alten Leben und verbrennt Texte und Briefe, gibt „Romane mit Menschlichkeit“ (56) ins Antiquariat, schreibt seiner Freundin einen Abschiedsbrief.
Die eigentliche Wende im Leben Strohalms tritt ein durch ein Naturerlebnis: Er entdeckt, dass alles um ihn herum lebt, er erlebt den Wald und die Bäume als „Herrscher mit Gesicht und Gestalt“ (57). In der Neujahrsnacht besucht er den Baumkönig, eine riesige Kastanie, die er emphatisch als „Feuerwerk des Lebens selbst“, als „seinen Freund“ (59) bezeichnet und der er den Namen „Abram: ‚erhabener Vater!‘“ (60) gibt. In der Nähe Abrams beginnt Strohalm zu halluzinieren, schließlich fühlt er sich mythisch eins mit dem Baum, fühlt sich neu geboren, aus Archibald Strohalm wird archibald strohalm (63). Exakt mit dem Silvesterfeuerwerk endet das Erlebnis, nach Stunden erwacht er auf dem Waldboden. Geblieben von der Halluzination ist ein Spruch, den er auf dem Heimweg wie ein Mantra wiederholt: „Steine, Frauen, Sterne, jawohl“ (65)
Seit diesem Erlebnis ist Strohalm mit seinem Schreibprojekt auf sich gestellt, in völliger Einsamkeit sitzt er vor dem weißen Papier: „der Stift - das war archibald strohalm“, „ein für das Leben verlorener Mann“ (beide 67).
4. Kapitel
Strohalm wird zum Autor. Er verspürt „einen wilden Strom“, eine „Ideenflut“ (70), die er in seinem Notizblock festzuhalten versucht. Selbst im Traum verfolgt ihn die „Ideeninvasion“ (69): Vogelschwärme tauchen auf und lassen ihre Eier fallen, die strohalm sammeln und „in wattierte Schachteln“ (69) legen muss. Das Schreiben wird zur Bedrohung, „eine Sache auf Leben und Tod“ (69). Dabei gilt sein Interesse nicht den Menschen, die „ließen ihn kalt … Um genau zu sein, er war sich selbst das Menschentum.“ (68). Er entwickelt keine Position zu den Ideen, die er sammelt, denkt nicht einmal über die Konsequenzen für sein eigenes Leben nach. Seine Bücher sollen sein wie die Flüsse Heraklits: „Man kann nicht zweimal in denselben Fluss steigen, denn andere Wasser strömen nach.“ Je mehr der Leser in den Büchern „von sich selbst entdeckte, um so mehr würde er auch in den Büchern entdecken“ (72). In seinen Büchern soll der Leser nur sich selbst sehen wie in einem Spiegel (vgl. 72). Das menschliche Elend erschreckt Strohalm, rührt ihn aber nicht, er hält die Menschen anders als Tiere und Natur für mitverantwortlich. Erste Signale des Verfalls tauchen auf:

„Manchmal jedoch lag ein toter Vogel in seinem Garten.“ (78)“

5. Kapitel
Jutje, die 4 Jahre ältere Schwester Strohalms, durchbricht die Isolation mit einem Telegramm. Die Vertrautheit und „Intimität“ (80) zwischen den beiden, eifersüchtig beobachtet von Jutjes Ehemann, dem Privatdozenten Stokvis, löst bei Strohalm Erinnerungen aus. Mit 15 hatte ihn die Schwester aufgeklärt und nach ihrer Heirat mit dem unfruchtbaren Stokvis immer wieder den Kontakt zum Bruder gesucht. Immer stärker wünscht sie sich ein Kind. Als Strohalm 23 Jahre alt ist, denkt Jutje vor Ehemann und Bruder laut über einen möglichen Samenspender nach. Nachdem der Ehemann geflüchtet ist, weist Jutje ihren Bruder auf seine Ähnlichkeit zum Vater hin. Sie durchdenkt alle Männer in ihrem Bekanntenkreis, ob sie als Erzeuger in Frage kämen, es fehlt ihr aber bei jedem das Vertrauen. Plötzlich erkennt Strohalm entsetzt, dass Jutje an ihn denkt, er flüchtet zitternd vor Angst. Am Ende des Kapitels taucht ein weiteres Verfallsmotiv auf: Das Telefon ist überzogen von Zeichen der Verwesung, „ein trüber Glibber umgibt es, es hängt in der Gabel wie ein gehäutetes Tier“ (94).
6. Kapitel
Strohalm begegnet H. W. Brits, einem 50-jährigen, entmündigten Fabrikanten, der mit großem Geschick und ohne Ausnahme rückwärts geht. Er erweist sich als Endzeitprophet, der glaubt, „die Zeit als solche“ sei „beinah erschöpft“ (105). In seinem Haus baut er an einer surrealen Zeitmaschine, um den Lauf der Zeit umzukehren:

„‚… daß die Zeit in die verkehrte Richtung läuft, mein Lieber. Anstatt zu sterben, sich immer mehr zu verjüngen und schließlich im Mutterschoß zu verschwinden, verläuft es jetzt umgekehrt. Statt die Inkremente durch die Analöffnung … ‘“

Strohalm erkennt in Brits seinen größten Feind und beginnt sich nach den Menschen zurückzusehnen.
7. Kapitel
Zeichen von Tod und Verwesung ziehen sich jetzt immer dichter durch die Stadt. Strohalm beobachtet den Jungen Bernhard Heidenberg, den Außenseiter, beim Murmelspiel. Bernhard ist der Adressat von Strohalms Theaterstück, gerade er soll durch die Aufführung beeinflusst werden. Der Junge behauptet gegenüber seinen Spielkameraden, er werde eine Zaubermurmel von Strohalm holen, um das entscheidende Spiel zu gewinnen. Tatsächlich erreicht die angebliche Zaubermurmel, die der Junge heimlich aus seiner Tasche zieht, mit mehreren Abprallern ihr Ziel. Auf dem Weg nach Hause sieht Strohalm immer mehr tote, verwesende Vögel. Als er sogar auf seinem Schreibtisch einen halbtoten Vogel entdeckt, erkennt er, dass er den Kontakt zur Realität verloren hat.
8. Kapitel
Strohalm hat in Heften tausende von „dunklen und unzusammenhängenden“ (121) Notizen gesammelt, aus denen er „das große Werk schaffen“ (121) will. Seine ersten Versuche sind „Erzählungen, in denen ausnahmslos ein großes Werk entstand“ (121). Der Erzähler meldet sich kommentierend zu Wort: Gelungene Werke sagten über ihren Autor nichts aus, hätten „mit ihm als Menschen nichts mehr zu tun“.(121) Als Mensch sei Strohalm geprägt von, ja „synonym“ (122) mit seinem misslungenen Werk. Den einzigen Ausweg erkennt er nicht: „wenn er eine Geschichte schriebe, in der jemandem ein großes Werk mißlang …“ (122)
Manchmal findet Strohalm bei seinen Schmerzattacken Trost bei seinem erotischen Traum. Sein Engel erscheint ihm jetzt nicht mehr „in einem weißen Friseurkittel, seine Haare schneidend“ (125), sondern nackt „mit gespreizten Schenkeln“ (124).
Strohalm beginnt den Kampf des Autors um das passende Wort, aber es gelingt ihm nicht, die Lebendigkeit der Gedanken im Schreibprozess festzuhalten, als Text wirken sie „aufgebahrt, eingesargt und beigesetzt“. (123) Nur selten schaffen es Menschen, kommentiert der Erzähler, nicht in Worte zu fassende Eier (= Ideen) ‚auszubrüten‘, d. h. etwa Lebendiges daraus zu machen, so wie Strohalm seinen Traumengel. Nur wenige Größen der Geschichte wie Jesus und Buddha hätten ihre Ideen in einer „Tatensprache“ ausgedrückt, nicht in Wörtern oder Zahlen, nichts aufgeschrieben. Strohalm träumt davon, die impotent gewordenen Wörter im Laufe eines Gedichts so stark aufzuladen, dass ein Wort am Ende den Leser töten könnte. Aber die Worte bleiben ihm „wie ein alter hartgewordener Schwamm“ (133), völlig ungeeignet seine Gedanken aufzunehmen. Strohalms Halluzinationen werden stärker, tote Vögel tauchen auf, satanischer Schleim bedeckt einen ganzen Wohnblock.
9. Kapitel
Strohalm reflektiert seine Lage, indem er sie mit Jesus und der Goldsuche der Alchemisten vergleicht. Sein Werk erscheint ihm als „dunkler Koloss“, als „Prozeß, in den er hineingeworfen worden war“ (135). Er verzweifelt und sieht sich als Karikatur des Gekreuzigten.

„In der Mitte des Zimmers stand die Vogelscheuche: das Holzkreuz, behangen mit seinen ältesten Kleidern und einem Hut – der Einsame.“

Im beginnenden Frühling begegnet er auf der Straße Bernards Vater, der ihn an sein Versprechen und an Bernards Vertrauen erinnert. Der Junge sei völlig isoliert, weil er weiter an Strohalm glaube. Strohalm erläutert Bernards Vater, sein Projekt sei „eine bewußte Mythologie“ (140), er selbst sei ein Genie, in aller Bescheidenheit, so wie sein Gesprächspartner Zahntechniker.
10. Kapitel

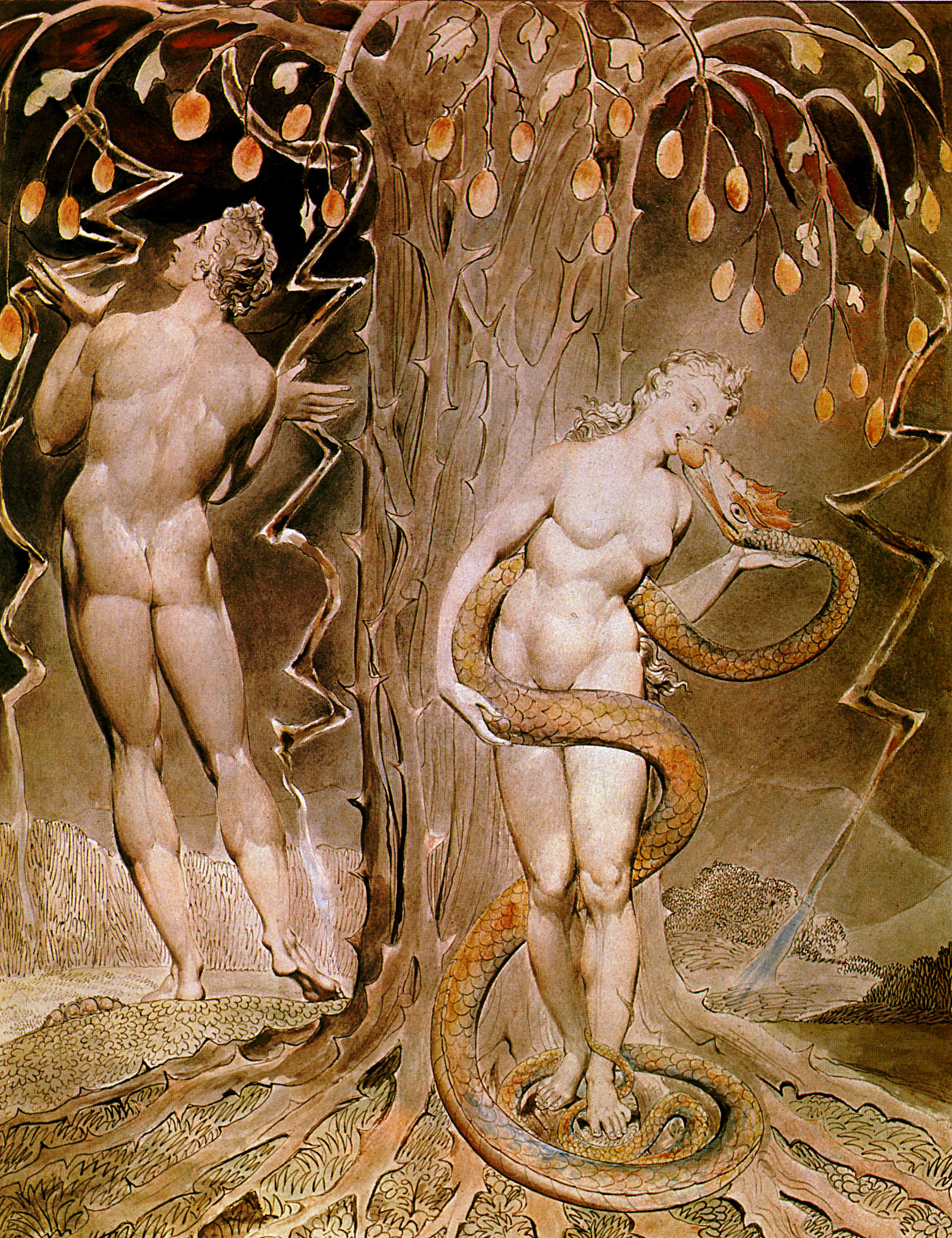
William Blake: The Temptation and Fall of Eve (1808) – Illustration zu Miltons Paradise Lost

Im Mai trifft Strohalm bei einem Spaziergang den Maler Boris Bronislaw und dessen schwangere Frau Hilde. Bronislaw berichtet stolz von seiner Vaterschaft („Ich habe mich fortgepflanzt, Mensch!“; 150). Sie diskutieren über die Bibel, insbesondere über die Genesis, die Bronislaw psychoanalytisch interpretiert. Der Baum der Erkenntnis sei das „Symbol des männlichen Gliedes“ (153) und Adam und Eva hätten sich „ihrer Geschlechtsorgane“ geschämt, „weil sie sie benutzt hatten“ (154). Hildes Frage, warum die beiden hätten sterben müssen, beantwortet Strohalm scholastisch, „etwas, das einen Anfang hat, muß auch ein Ende haben“ (157). „Sexualität und Tod“ (157) seien eng verbunden, ohne individuellen Tod gäbe es auch keinen Bedarf zur Erhaltung der Gattung, aus Liebe werde dann Hass.
Bronislaw und Strohalm beginnen, sich theologische Witze zu erzählen. Besonders inspiriert fühlt sich Strohalm vom folgenden Witz:

„Zwei Gespenster oder zwei Geister. Das eine fragt das andere: ‚Glaubst Du an ein Leben vor dem Tod?‘“

Ihn beeindruckt das Motiv der Umkehr, das „Wegfallen aller Fixpunkte“ (162). Er schöpft erneut Hoffnung, über die Witze noch einmal Kontakt zu Menschen zu erreichen. Anderthalb Monate arbeitet er daraufhin an einem Theaterstück mit dem Titel „Glaubst Du an ein Leben vor dem Tod?“ (164).
11. Kapitel
Es ist Sommer, das Theaterstück ist fertig – „das schlechteste, das in der Literaturgeschichte geschrieben wurde“ (165). Er verbrennt den Papierstapel. Strohalm erkennt, dass er das Handwerk des Schreibens nicht beherrscht, dass er als Autor Realität und Logik aus den Augen verloren hat. Seine Intention, das Lachen der Zuschauer und damit den Kontakt zu den Menschen, hat er verfehlt. Allmählich bleiben auch die Ideen aus, immer stärker halluziniert Strohalm Bilder von Verfall und Tod. Er denkt an Selbstmord, überwindet diesen Gedanken aber und beginnt das versprochene Kaspertheaterstück zu schreiben, wieder unter dem Titel: „Glaubst Du an ein Leben vor dem Tod?“ (172), ergänzt um eine Widmung für Bernard. Im Juni und Juli vollendet er die Niederschrift.
Theodoor, der Sohn des Puppenspielers „Ouwe Opa“, besucht Strohalm und versucht vergeblich, ihn zu überzeugen, seinen Versuch aufzugeben. Strohalm beginnt „wie ein gotischer Baumeister“ (179) mit dem Bau des Puppentheaters und der Figuren. Um üben zu können, bringt er einen Spiegel vor dem Theater an.
12. Kapitel
Strohalm besucht Bronislaw und Hilde auf ihrem Hausboot. Bronislaw hat das Malen aufgegeben, er sieht im Leben als Künstler keinen Sinn mehr:

„‚Ein Künstler‘, sagte er, ‚drückt sich nicht in seinem Leben aus, sondern in seinem Werk. In seinem Werk kann er eine unendliche Zahl von Leben leben, im Leben aber kein einziges. Er steht immer nur abseits und schielt zum Leben hinüber, auch wenn er ich weiß nicht was durchmacht. Ein normaler Mensch, du weißt schon, ein normaler Mensch lebt während seines Lebens und ist tot nach seinem Tod. Ein Künstler ist während seines Lebens tot.‘“

Strohalm bekennt seine Angst vor dem Wahnsinn, beschreibt sich selbst als Fehlkonstruktion. Auch er sieht die Kunst am Ende, expressive Geschichten vom Menschen seien erledigt, alles, was dazu zu sagen sei, sei „porträtiert, in ewiger, toter Schönheit“ (204). Künstler seien „der Freund Hein des Lebens …, dieser ausdrückende Menschentyp selbst ausgedrückt und tot, … Kunst ist Vernichtung“ (204f.). Er träumt von einer besseren Welt, in der das Bewusstsein das Unbewusste erobert und in der alles Lebendige unauflösbar verbunden ist, sodass man nichts zerstören kann, ohne sich selbst zu vernichten. Auf dem Rückweg sieht Strohalm, dass Abram, der Urbaum, gefällt wird.
13. Kapitel
Im Herbst am „Nationalfeiertag“ findet in der Provinzstadt ein Jahrmarkt mit Kirmesattraktionen statt. Strohalms Geldvorräte gehen zu Ende und er will sein Stück aufführen. Unruhig sitzt er zu Hause und philosophiert über die Sprache.

„‚Das Wort hält die Menschen zusammen, so wie Omis Wasserglas die Eier, und wegen Wörtern ermorden sie einander. … Die Sprache ist das Stärkemehl der Gesellschaft. Im Anfang war das Wort. Die Einheit durch die Sprache ist das Zerrspiegelbild der Einheit der Welt.‘“

Er philosophiert über Hegel, Marx und Aristoteles, über Mittel und Zwecke. Schließlich besucht er den Jahrmarkt, fährt mit dem Riesenrad und trifft seinen früheren Mitarbeiter Victor, der jetzt ein 8-bändiges Werk zur Kunstgeschichte vertreibt.
Strohalm besucht eine Jahrmarktsattraktion namens „Golf von Biscaya“ (231), in der die Besucher bei völliger Dunkelheit kräftig durcheinandergeschüttelt werden. Er fällt auf eine Frau, die bereitwillig auf ein sexuelles Abenteuer eingeht, bekommt aber solche Angst, sie zu sehen, dass er schließlich flüchtet.
14. Kapitel
Strohalm reflektiert sein zufälliges sexuelles Erlebnis als „sehr große Liebe“ (237), als Fleischwerdung seines Traumengels. Er begegnet H.W. Brits, der einige Zuckerstangen als letztes Bauteil seiner Zeitmaschine erworben hat und nun die Zeit umgekehrt laufen lassen will. Verfeindet gehen die beiden Männer auseinander. Auch Strohalm erlebt die Welt als „verkehrt herum“ (242). Er besucht schließlich ein Spiegelkabinett. Bedrückt schaut er sich die verzerrten Abbilder an, hasst seine Identität und die „in Bilder und Zerrbilder geteilte(n) Welt“ (245). Er sieht sich als „Verhöhnung eines Menschen … verlassen in seiner Vernichtung“ (246).
Er betritt die romanische Kirche, besteigt die Kanzel und hält eine eigenartige Predigt, bis er vertrieben wird. Als er vor seinem Haus ankommt, wartet dort Jutje auf ihn, er vertröstet sie aber. Als er zu Hause sein Kaspertheater auflädt hat er eine erneute Vision:

„Etwas erschien: braun, etwas Großes, der Stuhl Gottes …“

15. Kapitel
In Weltuntergangsstimmung bereitet Strohalm seine Aufführung vor. Strohalm schneidet sich die Haare, denkt an düstere Texte aus jüdischer Mystik und Bibel. Noch einmal erscheint ihm nackt sein Traumengel, aber auch die erotischen Phantasien enden hier, er „hatte sie in Worte gefasst“ (258). Unter der Überschrift „Bild:“ beschreibt der Roman anschließend das Fällen des Urbaums Abram.
Das ganze Provinzstädtchen ist auf den Beinen, als Strohalm sein Puppentheater aufbaut. Er wird beschimpft als „Stadttrottel“ (262) und „Kommunist“ (263). Noch einmal versinkt Strohalm in Gedanken und Visionen.
Der Erzähler wendet sich als kommentierender Autor an den Leser und verweist darauf, dass Strohalm seine Schöpfung sei:

„Hier stehe ich: die Hauptperson. Etwas von mir ist in dir verrückt geworden. Etwas, das in mir verrückt geworden war, habe ich in dich hineingekotzt. … Ich wußte damals nichts davon. Aber vielleicht hat mein Selbsterhaltungstrieb es gewittert und gerade noch rechtzeitig ausgeschieden. Und in dir wucherte mein Verderben autonom weiter, bis du zu dem Wrack wurdest, das du jetzt bist, und dem ich nun einen Tritt versetze, als wärest du Ungeziefer. … Mit dir habe ich mich erst einmal gerettet.“

Angefeuert vom Publikum beginnt Strohalm nun seine Vorstellung.
16. Kapitel
Auf dem Hausboot liegt Hilde in den Wehen, ein junger Arzt hilft bei der Geburt. Panisch läuft Boris Bronislaw schließlich davon in Richtung Jahrmarkt. Er mischt sich in Strohalms Aufführung zum Unmut des Publikums mit bloßen Händen ein, bis der junge Arzt ihn mit dem Auto abholt. Die eigentlich Vorstellung beginnt. Der Tod zwingt den Hanswurst, immer und immer wieder den Mythos von Sisyphos darzustellen. Der Kasper taucht auf und rezitiert düstere Poesie, während die Sisyphos-Handlung endlos wiederholt wird. Strohalm erhebt sich plötzlich und beobachtet sichtbar für die Zuschauer fasziniert das von ihm inszenierte Geschehen. Das Publikum explodiert vor Wut, ein Polizist schlägt Strohalm zweimal mit dem Gummiknüppel brutal ins Gesicht. Der Roman endet in düsteren Visionen vom Weltuntergang.

## Biographischer Hintergrund

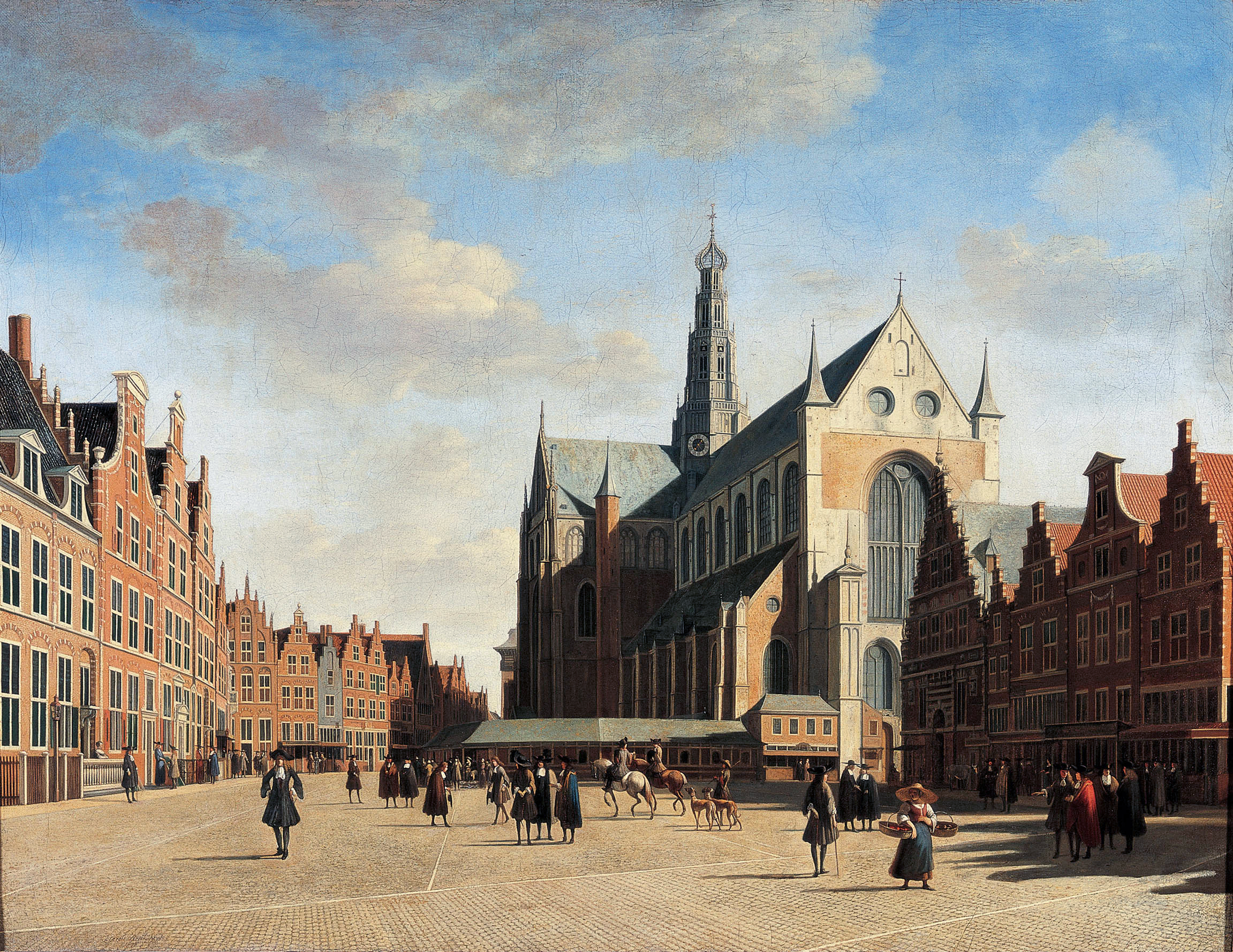
Gerrit Adriaenszoon Berckheyde: „Der große Markt in Haarlem“ (1696)

archibald strohalm ist der erste Roman von Mulisch, der tatsächlich veröffentlicht wurde. Er hatte vorher Vorarbeiten an Verlage geschickt, die aber abgelehnt wurden. Für Mulisch war es ein Durchbruch. Es war nicht nur sein Erstling, der Roman öffnete auch den Weg für seine anderen Bücher. Später erklärte Mulisch, dass archibald strohalm geschrieben werden musste wie ein Bauwerk, das errichtet wird, um es einstürzen zu lassen. Alle Frustrationen seiner frühen Arbeiten als Schriftsteller kamen zusammen und gingen mit dem Protagonisten des Romans. Am Ende des Romans meldet sich das Autor-Ich zu Wort und wendet sich an seinen Protagonisten.
„‚Hier stehe ich: die Hauptperson. Etwas von mir ist in dir verrückt geworden. Etwas, das in mir verrückt geworden war, habe ich in dich hineingekotzt.‘ Und so geht es hochsymbolisch weiter bis zu: „Du hast mein Kreuz auf deine Schultern genommen, mein kleiner Erlöser. Ich werde dort reüssieren, wo du versagen mußtest.“ Recht hatte er, der Zwanzigjährige, er wurde ein berühmter Schriftsteller.“
Einige inhaltliche Aspekte des Romans verweisen auf die Biographie Mulischs, so etwa das Motiv des Kaspertheaters, das auf Kindheitserlebnisse des Autors zurückgeht, die dieser unter anderem in seiner autobiographischen Sammlung „Selbstporträt mit Turban“ geschildert hat. Auffällig ist, dass schon im Kaspertheater der Kinderzeit „Der Leibhaftige Tod“ als Figur auftaucht.

## Literarische Einflüsse
Anders als viele niederländische und deutsche Autoren der Nachkriegszeit stellt Mulisch in seinem ersten Roman inhaltlich nur wenig direkte Zeitbezüge her. Angesichts der vielfältigen Stile im Roman suchen Rezensenten dennoch nach zeitgenössischen literarischen Einflüssen.
„In manchen Passagen, vor allem jenen, die die ins Gewaltige mißgebildete Gestalt des Malers Boris Bronislaw vorstellen, meint man Elias Canettis Stimme zu hören, wie sie aus der „Blendung“ oder der „Hochzeit“ spricht. Dann wieder setzt Mulisch surrealistische Signale und lässt Telefonhörer in archibald strohalms Wahrnehmung wie „ein gehäutetes Tier in der Gabel“ hängen. Den direkten Verweis auf „kommunizierende Röhren“, der wenige Seiten darauf erfolgt (unmittelbar, bevor auch von einer „surrealistischen Maschine“ die Rede ist), kann man nicht anders denn als direkten Verweis auf Bretons gleichnamiges Buch von 1931 lesen. Und in die zentrale Jahrmarktsschilderung wiederum ist eine Genauigkeit der szenischen Beschreibung eingegangen, die an das Beste erinnert, was über eine solche Szenerie geschrieben worden ist, wenn auch erst wenige Jahre später: Arno Schmidts Erzählung „Sommermeteor“ von 1956.“
Der Rezensent der FAZ beurteilt Mulischs Umgang mit den literarischen Ideen der Zeit eher negativ, er bemängelt vor allem fehlende Eigenständigkeit:

„Mit Schmidt verbindet Mulisch gewiß von Erfahrungshorizont wie Weltbild am meisten, aber auch die Exilerlebnisse Canettis, dessen Wille zum allumfassenden Werk, aus dem dann „Masse und Macht“ erstand, und die Vorwegnahme des magischen Realismus, den der Surrealismus bedeutet hat - all das ist Ausfluß jener Zeit, von der man in Mulischs Roman so viel spürt. Das ist allerdings deshalb keine Stärke des Buches, weil seine Mittel hier noch epigonal wirken. Man spürt etwa in der Spiegelkabinettszene auch, daß Mulisch Orson Welles' 1947 gedrehten Film „Die Lady von Shanghai“ gesehen hat.“

Deutlich werden auch existentialistische Einflüsse, etwa von Albert Camus, z. B. in der Auseinandersetzung Strohalms mit dem Mythos des Sisyphos, der zentralen Szene in Strohalms absurder Kaspertheateraufführung.
„In dieser Zeit macht sich in den Niederlanden ein junger Mann an die Niederschrift seines ersten Romans. Die Debatten in der deutschsprachigen Literatur kümmerten ihn nicht, er schrieb einen existenzialistischen Thriller. Die Zeitgeschichte überließ er den Kollegen aus der Nachbarschaft.“

## Themen

### Der historische Hintergrund
Das Ende der deutschen Besatzung der Niederlande, Risse, die sich durch die Gesellschaft ziehen, und die Nöte der Nachkriegszeit, die auch für Mulisch zentrale Themen seiner späteren Werke sind, sind im Roman nur indirekt und in wenigen direkten, zum Teil absurden Anspielungen präsent. Das verwundert insofern, als Mulisch sehr direkt sowohl von Antisemitismus und Holocaust als auch von Kollaboration betroffen und literarisch später geradezu besessen war:
„Der Grund für diese lebenslange, ungemein fruchtbare Obsession: Mulischs eigene Biographie ist irrwitzig in Weltkriege und Holocaust verwickelt. Als Sohn eines österreichischen Offiziers des Ersten Weltkriegs und einer jüdischen Bankierstochter aus Antwerpen konnte sich der kleine Harry, 1927 in Haarlem geboren, mit Fug als Geschöpf der Katastrophe von 1914 bis 1918 begreifen; Vater und Großvater mütterlicherseits kannten sich von der Front. 1936 hatten sich die Eltern bereits wieder getrennt. Harry wuchs beim Vater auf, der nach dem Überfall der Wehrmacht als "Reichsdeutscher" schnell bei einer Amsterdamer Bank zum maßgeblichen Arisierer jüdischer Vermögen - also zum Handlanger der "Endlösung" - avancierte. Als ranghoher Kollaborateur konnte Vater Mulisch seine getrennt lebende Frau und seinen jüdischen Sohn jedoch vor der Deportation schützen; Groß- und Urgroßmutter des Schriftstellers wurden gleichwohl vergast. Er habe den Krieg nicht nur erlebt, erzählte Harry Mulisch gerne, sondern schlimmer: "Ich bin der Zweite Weltkrieg." Was Antisemitismus bedeutet, ging bei diesem mystischen Agnostiker, der qua Religionsgesetz Jude war, als Riss durchs eigene Herz.“
Ein krasses Beispiele für die Verweise auf den NS-Terror ist etwa der hilflose, absurde Versuch Archibald Strohalms, den Maler Boris Bronislaw zu trösten, nachdem dieser ihm erzählt hat, wie er bei einem Rettungsversuch seinen Sohn getötet hat.

„‚Tja‘, sagte Archibald Strohalm, ‚das sind scheußliche Sachen. Aber er sollte sich mit Dachau und Auschwitz trösten. Dort zwang man die Eltern, ihre Kinder mit Benzin zu übergießen und anzuzünden und dergleichen.‘“

Die meisten Anspielungen auf das traumatische Kriegserlebnis tauchen nur am Rande auf, etwa als Ausdruck von Ängsten. So vergleicht Strohalm „eine ängstliche Spannung“ mit der Situation im Bombenkrieg, „wenn man im Bett liegt und ein Bomber übers Haus wegdröhnt.“ (Kapitel 14, S. 252) Teilweise mischen sich Zeitbezüge auch in Halluzinationen und mythologische Bruchstücke.

„Letzteres sagte er mit plötzlichem Nachdruck, und sogleich strömte es aus seinem Mund: ‚Ares der Städteverwüster Menschenschlächter, Blutvergießer mußte mit Atombombenwerfern, Düsenjägern, Panzerfäusten kommen, um ihn wieder zu befreien, ja, Sisyphos von Korinth, ja, er mußte wohl.‘“

Die Spannungen in der niederländischen Gesellschaft zeigt der Roman vor allem in der verständnislosen und teilweise aggressiven Reaktion der Bewohner des Provinzstädtchens auf die wenigen Außenseiter.

### Symbolik
Mulisch Romane waren nie psychologische Romane. Seine Quelle und sein Ziel ist der Mythos. Die Geschichte beschreibt den Kampf der Schriftsteller mit ihrem Werk, den Schöpfer, der an seiner eigenen Schöpfung erstickt. Mulisch schrieb den ersten Entwurf des Buches Ende der vierziger Jahre, als er mit seinem Schreiben zu kämpfen hatte. Das Buch ist eine Reflexion davon. Das erklärt auch, warum Mulisch am Ende des Romans als der Schöpfer auftaucht, der seine Schöpfung zerstört. Es ist das symbolische Ende des Kampfes mit dem Schriftstellerberuf.
Aber der Roman enthält mehr Symbolik. Es ist beinahe ein Katalog von Schöpfern. Die Figur des alten Puppenspielers „Ouwe Opa“ ist ein Symbol für den Schöpfergott, der die Kinder zu sich ins Jenseits kommen lässt. Er ist in diesem Roman ein negativer Schöpfer, aber dennoch hat die Gemeinschaft Respekt vor ihm.
Der andere Schöpfer ist Boris Bronislaw. Bronislaw ist Maler und ist somit ein Schöpfer von Kunst, aber er ist auch der Vater des ungeborenen Kindes seiner Frau, also der Schöpfer eines Menschen. Die Schwangerschaft seiner Frau spielt tatsächlich eine Rolle, durch das ganze Buch und erst am Ende wird das Kind geboren. Parallel mit der literarischen Schöpfung von archibald strohalm entsteht das Kind von Bronislaw.
Eine weitere Schöpfung ist das Verdienst von Frets. Wenn der Name umgekehrt wird, erhält man das niederländische Wort ‚sterf‘ ('sterben'). Frets läuft rückwärts und alles scheint in der Zeit zurückgehen, bis zurück in den Mutterleib. Er ist der Erfinder einer komplizierten Maschine, die er selbst als Zeitmaschine bezeichnet. Durch Rückwärtslaufen will er die Zeit überwinden.
Schließlich gibt es biblische Motive, wie den Hund Moses, der buchstäblich aus dem Wasser gerettet wird wie Moses in der Bibel. Der Baum „Abram“, Urvater aller Bäume, bezieht sich durch den Namen auf den Patriarchen Abraham.
Die Traumfrau strohalms, die ihm die Haare schneidet, scheint ebenfalls aus der Bibel zu kommen. Wie der Held Samson wird strohalm gezähmt von einer Frau, die ihm die Haare schneidet. Haare schneiden als Traum-Motiv wird auch als Angst vor der Kastration gesehen.
Das Thema Inzest spielt auch eine Rolle. Mulisch hat oft den Ödipus-Mythos in sein Werk eingearbeitet. Ödipus schlief mit seiner Mutter und tötete seinen Vater. Auch in diesem Roman wird das Thema Inzest angesprochen, als Archibalds Schwester Jutje sich ihrem Bruder anbietet.

### Spiegel
Spiegel und Spiegelungen durchziehen den Roman auf verschiedenen Ebenen. Strohalm konzipiert sein geplantes Werk nach dem Muster einander gegenüberliegender Spiegel.

„Ich habe vor, eine Geschichte zu schreiben, in der ein Mann dabei ist, eine Geschichte zu schreiben. Und in der Geschichte, die dieser zweite Mann schreibt, ist wiederum ein Mann dabei, eine Geschichte zu schreiben. (…) Und weißt Du, wer der Mann ist, der in der Geschichte des unendlichsten Mannes die Geschichte schreibt? … Ich.“

Die Spiegel haben für ihn die Funktion, seine brüchige Identität zu garantieren. Schon als Schüler hatte er vor dem Spiegel gestanden und seinen eigenen Namen genannt. Später, als er sich entschließt, Autor zu werden, entdeckt er, dass Bücher Spiegel für ihn sind, denn der Autor „ist alles“, allerdings unzuverlässige Spiegel, „von seinem unruhigen Atem beschlagen“. (4. Kapitel, S. 72) Die Zweifel an den Spiegeln wachsen. Strohalm verweist auf Platons Höhlengleichnis, und damit auf die Möglichkeit, sich von dem verzerrten „Spiegelbild zum eigentlichen Bild zu wenden“. (10. Kapitel, S. 157) Gerade das gelingt ihm jedoch nicht. Der „Spiegel seines Bewußtseins“ (Kapitel 11, S. 172) verdreht die Ideen. Als er sein Puppentheaterstück einübt, beobachtet er sich dabei in einem Spiegel.

„Es berührte ihn seltsam, sein Werk zu sehen; denn einerseits betrachtete er es als etwas Fremdes, während es gleichzeitig ausschließlich sein Werk war, das er sah - er einzig und allein sich selbst sah.“

Am Ende des Romans besucht Archibald Strohalm ein Spiegelkabinett auf dem Jahrmarkt. In immer stärker verzerrenden Spiegeln betrachtet er sich. Er hasst „diese scheele, in Bilder und Zerrbilder geteilte Welt“ (Kapitel 14, S. 245), fühlt sich bedroht und will flüchten.
„Wo war er? Dort oder hier? Sofort war es wieder verschwunden; etwas Leeres und Ungewisses blieb in ihm zurück.“ Und so passiert, was geschehen muss: „Es schien, als vertrieben die Spiegel ihn langsam aus sich selbst.“ Diese Austreibung seiner selbst durch das eigene Abbild, das sich schon zuvor in Wahngebilden (und natürlich in früherer Großschreibung als Archibald Strohalm) dem bedauernswerten Archibald Strohalm beigesellt hatte, entspricht der Wandlung, die die Person Strohalms, als sie noch groß geschrieben wurde, durchlaufen hat. Es ist der Zorn, der diese Wandlung antreibt.
Im letzten Spiegel kann sich Strohalm nicht mehr erkennen und dennoch sieht er genau dort seine Niederlage.

„Die Verhöhnung eines Menschen stand dort, jämmerlich verlassen in seiner Vernichtung. Das war er selbst, und ein großes Erbarmen überkam ihn.“

### Mythos, Philosophie, Religion
Griechische Mythologie, Philosophie, Religion und Halluzinationen mischen sich im Roman immer stärker zu einem undurchsichtigen Gedankenstrom.
„In alptraumartigen Sequenzen schildert Mulisch die Auseinandersetzung seiner Hauptfigur mit den Kardinalfragen des Lebens: Was ist gut, was ist böse? Was ist Liebe? Worin liegt der Sinn des Lebens?“
Die Gedanken von Archibald Strohalm kreisen immer wieder um die philosophischen Begriffe „Zweck“ und „Mittel“. In den klassischen Kategorien der Ethik stellt Strohalm immer wieder die Frage, ob der Mensch in unserer Zeit nur noch Mittel zum Zweck, nur Werkzeug für andere ist. Dabei werden durch die zum Teil absurden Gedankenketten die Denksysteme der großen Philosophen kombiniert, ironisiert und demontiert. So geht eine der Gedankenketten von einer der Formulierungen des kategorischen Imperativs durch Immanuel Kant aus:
„Handle so, dass du die Menschheit sowohl in deiner Person, als in der Person eines jeden anderen jederzeit zugleich als Zweck, niemals bloß als Mittel brauchst.“
In der Version von Strohalm klingt das dann so:

„Wenn ich mich umschaue, meine Herren, dann stelle ich fest, daß eine der am weitesten verbreiteten menschlichen Unarten darin besteht, das Mittel zum Zweck zu machen. Alle Dinge, die die Menschheit als Teil ihres Lebens bezeichnet, sind - abgesehen von einer Sache - für die anderen nur ein unbeabsichtigtes Mittel. Selig sind die, die selig sind. Aber es liegt auf der Hand, daß der absolute reine Zweck des Menschen dasjenige ist, was nicht zum Mittel gemacht werden kann.“

Während Strohalm Kaffee kocht und seinen Gedanken freien Lauf lässt, führen ihn seine Wortspiele und eigenartigen Assoziationen von Kant zu Aristoteles, dessen systematische Suche nach dem höchsten Ziel auf die Gegenwart übertragen und verfremdet wird. Aristoteles versucht, durch eine systematische Analyse herauszufinden, was das höchste Ziel eines Menschen sein könne, indem er prüft, ob ein Ziel für sich steht oder einem höheren Ziel zugeordnet werden könne.
„So ist das Ziel der ärztlichen Kunst die Gesundheit, dasjenige der Schiffsbaukunst das fertige Fahrzeug, das der Kriegskunst der Sieg und das der Haushaltungskunst der Reichtum. Wo nun mehrere Tätigkeiten in den Dienst eines einheitlichen umfassenderen Gebietes gestellt sind, wie die Anfertigung der Zügel und der sonstigen Hilfsmittel für Berittene der Reitkunst, die Reitkunst selbst aber und alle Arten militärischer Übungen dem Gebiete der Kriegskunst, und in ganz gleicher Weise wieder andere Tätigkeiten dem Gebiete anderer Künste zugehören: da ist das Ziel der herrschenden Kunst jedesmal dem der ihr untergeordneten Fächer gegenüber das höhere und bedeutsamere; denn um jenes willen werden auch die letzteren betrieben.“
Als höchstes Ziel arbeitet Aristoteles die Eudaimonie heraus, das Streben nach Glück. Erreichen kann man dieses Ziel nach Aristoteles am besten, wenn man sich der Philosophie widmet. Bei Strohalm klingt das verfremdet so:

„‚Jemand macht es sich beispielsweise zum Ziel, die besten Kleider herzustellen, doch Kleider sind nur ein Scheinziel: Für den Autofabrikanten sind sie nur ein Mittel, nicht nackt herumzulaufen. Sein Ziel wiederum, die besten Autos zu bauen, ist für den Lastwagenfahrer nur ein Mittel, Dinge zu transportieren. … Durch die Bank aber wird die Schneiderei, die Autoherstellung, der Frachttransport auch für die Schneider, Autohersteller und Lastkraftwagenfahrer selbst nur ein Mittel sein und ihr wahres Ziel: goldgedecktes Geld - obwohl dies allzu offensichtlich nur ein Tauschmittel ist. Es stimmt, auch gottgedeckte Gedanken sind kein Zweck, sondern ein Mittel. Ein Mittel wozu? Die Ohren gespitzt und himmelwärts geschaut! Das einzige unbe-mittelte und un-mittelbare Ziel des Menschen liegt im Streben nach geistiger Vollendung. Hosianna in excelsis! … Zum Wohl! Es lebe die geistige Vollendung! Hoch lebe die Dämonie!‘ … ‚Die Dämonie ist ein Harlekin mit Filzhut und Aktentasche‘, murmelte er noch, ‚der ein schwarzes Tuch um sich geschlagen hat und ›Buh‹ ruft‘“

Auch wenn Strohalm mit seiner Verfremdung der Eudaimonie zur Dämonie durchaus den ursprünglichen Wortsinn verarbeitet, so integriert er das philosophische Konstrukt zugleich in die Welt seiner Halluzinationen und Obsessionen und stellt damit den ursprünglichen Sinn auf den Kopf: Strohalms Dämonen sind bedrohliche Symbole für Untergang und Verfall.
Ingrid Ickler sieht gerade in dieser abstrakten und teilweise absurden philosophischen Sinnsuche den Druck der verdrängten Kriegserlebnisse:
„‚Archibald Strohalm‘ wird vor allem durch den historischen Kontext verständlich, in dem der Roman verfasst wurde. Mulisch scheint in den Alpträumen Strohalms eigene Kriegserlebnisse zu verarbeiten, mit einer Mischung aus Philosophie und Motiven aus der griechischen Mythologie sucht er nach einem neuen moralischen Rahmen für sich und die Nachkriegsgesellschaft.“

### Autoren und Künstler
Complete review interpretiert „Archibald Strohalm“ als besondere Form des Künstlerromans. Vor allem die Figur des Malers Boris Branislaw repräsentiere im Roman den wahren Künstler und übe deshalb auf Strohalm eine starke Anziehungskraft aus. Während Boris ein Mann der Tat („a man of action“) sei, interessiere sich Strohalm mehr für die Wahrnehmung („perception“), er sei mehr daran interessiert, ein großes Werk zu beschreiben als es zu leben.
Boris Branislaw und Archibald Strohalm vertreten gegensätzliche Kunstkonzeptionen. Während Branislaw weg will von seinen früheren formalen Experimenten und seine Kunstideen leben will, nicht Liebesgedichte schreiben, sondern lieben, kapselt sich Strohalm immer mehr von seiner Umgebung ab, um zum Autor zu werden. Er „schneidet sich von aller Erfahrung ab“ („he tries to cut himself off from experience as much as possible“) und versucht einsam den Ideenstrom, der anfangs reichlich fließt, in Literatur zu verwandeln, aber „seine Ambitionen (zum Beispiel der Plan, gleich 7 Bücher zu verfassen) überschreiten sein Talent“.
„Mulisch variiert die romantische Konzeption des Künstlers als gesellschaftsresistentes Wesen und schmückt sie aus mit philosophisch aufgeputzten Gedanken. Archibald Strohhalm denkt viel, und sein Autor räumt ihm bereitwillig den Platz ein, sich zu artikulieren, auch wenn ihm nur abgestandene Sätze aus zweiter Hand einfallen: ‚Mutlos sagte er zu sich selbst, dass die Worte wie ein alter hartgewordener Schwamm waren, der schon tagelang vor dem Haus im Rinnstein lag.‘“
Trotz der extremen Gegensätze bietet Bronislaw Strohalm lange Zeit den letzten Halt. Bronislaw akzeptiert die merkwürdigen Ideen Strohalms und lässt ihn teilhaben an seiner Kraft und Vitalität. Am Ende des Romans kann Bronislaw Strohalm nicht unterstützen, weil er zur Geburt seines Kindes geholt wird.
„Einzig die Schwangerschaft der Frau seines Künstlerfreundes gibt ihm noch Bodenhaftung; parallel zu dieser biologischen „Menschwerdung“ versucht er sich an einer geistigen. Doch während die Geburt des Kindes ihren Gang geht, gerät die „Geburt“ seines Stückes zum Fiasko: Die enttäuschten Zuschauer nehmen sein Kasperltheater auseinander und er selbst bezieht Prügel.
Um zum Schriftsteller zu werden, gibt Strohalm Beruf und soziale Kontakte auf, „das weiße Papier – das war die Einsamkeit; und senkrecht darauf: der Stift – das war archibald strohalm … ein für das Leben verlorener Mann.“ (3. Kapitel, S. 67) Strohalm sieht das Schreiben als „eine Sache auf Leben und Tod“ (3. Kapitel, S. 69), als Aufgabe, alle Ideen, die auf ihn einströmen, festzuhalten und in Worte zu fassen. Für Menschen interessiert er sich dabei nicht, auch nicht für die Konsequenzen, die die Ideen für sein eigenes Leben haben könnten. Das Ziel seines Schreibens formuliert er mit Heraklit: „immer anders für den, der wiederholt darin badete“ (4. Kapitel, S. 72).
Strohalm beschreibt eine der Techniken des Romans: dass „ein Wort allmählich Ladung“ (8. Kapitel, S. 132) bekommen soll. Zentrale Metaphern wie die Vogeleier werden leitmotivisch wiederholt und mit verschiedenen Bedeutungen in Verbindung gebracht. Die Vogeleier, von denen Strohalm träumt, gehen zurück auf ein traumatisches Erlebnis seiner Kindheit, als er die komplette Eiersammlung seines Vaters, der Vogelkundler war, zerstörte. Die Eier repräsentieren gleichzeitig die Zerbrechlichkeit der Ideen, die Strohalm sammeln und bewahren will. (7. Kapitel, S. 113) Die Eier stehen weiterhin für das „ovum philosophicum“, die Materie, die die Alchemie durch philosophisches Feuer zum Stein der Weisen formen wollte.
Strohalm glaubt an die Macht der Wörter, das „Wort hält die Menschen zusammen …, wegen Wörtern ermorden sie einander“, Sprache schafft die „Einheit der Welt“, aber diese Einheit ist nur ein „Zerrspiegel der Einheit der Welt“. (13. Kapitel, S. 212f.) Oft macht sich Strohalm vergeblich auf die Suche nach dem passenden Wort für seine Ideen. Er merkt selber, dass er als Autor scheitert, handwerklich ist er seinen Ideen nicht gewachsen, es fehlt ihm die „Verbindung mit der allgemeinen Realität und Logik“ (11. Kapitel, S. 168). Strohalm verbrennt seine Manuskripte.
Der Roman arbeitet in Bezug auf die Autorschaft mit einer Vielfalt von Spiegelungen und Doppelungen. Archibald Strohalm verfasst „Erzählungen, in denen ausnahmslos ein großes Werk entstand“ (8. Kapitel, S. 121), Harry Mulisch verfasst einen Roman, in dem ein Werk misslingt. Der Erzähler wechselt dabei regelmäßig zwischen diesen beiden Perspektiven. In der Rolle des Autors legt der Erzähler die Funktion offen, die der Roman für seinen Verfasser hat. Er distanziert sich mit seinem Werk von den negativen Aspekten seiner Entwicklung zum Schriftsteller. Wie ein Tischler den misslungenen Tisch zerschlägt er literarisch die falschen Konzepte, das Scheitern, die Verzweiflung am Schreiben. (vgl. 8. Kapitel, S. 122) Am Ende wendet er sich als Autor an seine Hauptfigur „wie ein Scharfrichter“ (15. Kapitel, S. 272):

„Hier stehe ich: die Hauptperson. Etwas von mir ist in dir verrückt geworden. Etwas, das in mir verrückt geworden war, habe ich in dich hineingekotzt. Vielleicht war es noch nicht verrückt, als ich damit anfing, vielleicht hatte es gerade erst angefangen, verrückt zu werden: Ich wusste damals nichts davon. Aber vielleicht hat mein Selbsterhaltungstrieb es gewittert und gerade noch rechtzeitig ausgeschieden. Und in dir wucherte mein Verderben autonom weiter,bis du zu dem Wrack wurdest, das du jetzt bist, und dem ich nun einen Tritt versetze, als wärest du Ungeziefer. Und ich verpasse dir noch einen Tritt, und noch einen, in die Leisten, in die Nieren, in die Augen, weil du mich wieder befällst, weil du wieder in mich hineinzuwachsen drohst! … Mit dir habe ich mich erst einmal gerettet.“

## Literarische Wertung
Obwohl der Merkur „das Form-Inhalt-Gewebe künstlerisch durchaus nicht befriedigend“ findet, lobt er doch den „Geniestreich“ des jungen Mulisch, weil der Roman „so wild, so mutig, so großspurig“ sei.
Der Rezensent der FAZ sieht in dem Roman typische Schwächen junger Autoren. Dem Roman fehle es an konkretem Zeitbezug, er sei ein „Sammelsurium unterschiedlichster narrativer Traditionen des europäischen Romans“. Er sieht die Konstruktion der Hauptperson als unzureichend begründet an, „da Mulisch nur Bruchstücke der bis zu jenem Zeitpunkt gelebten Biographie seines Protagonisten preisgibt, ist schon der Ausgangspunkt des Romans einer, den man dem Autor einfach glauben muß, weil er aus der Handlung heraus nicht plausibel gemacht wird. Just daran scheitert das Buch.“
Auch die Vielfalt der Anspielungen und Assoziationen sieht die FAZ eher negativ:
„Es ist Mulischs erster, erschienen 1952; der Autor war damals gerade fünfundzwanzig Jahre alt. Und von der überbordenden Fülle an Informationen, Bildungsversatzstücken und Beobachtungen, die so manches Erstlingswerk junger Schriftsteller enthält, hat auch „archibald strohalm“ einiges abbekommen. “
„„Archibald Strohalm“, eine Parabel der Kreativität, erzählt trotz oder gerade wegen der frischen Schrecken des Zweiten Weltkriegs scheinbar harmlos von einem schrulligen Puppenspieler, dessen Theater am Ende in Stücken liegt.“
Complete review betont die Unklarheit der Ziele, die Mulisch mit seinen Charakteren verfolge. Mulisch scheine mit den Figuren, die er erschaffen habe, beim Schreiben zu experimentieren, in immer neuen Szenarios auszuprobieren, wie sie reagieren könnten. Dabei sei das Werk dennoch faszinierend und biete viele unterhaltsame Ideen.
Ingrid Ickler beurteilt den Roman eher kritisch, die späte Ausgabe des Erstlings „als Referenz des Hanser Verlags an den großen Erzähler Harry Mulisch, so wie wir ihn heute kennen“. Sie kritisiert den Roman als schwer lesbar und ausufernd.
„Leider geraten ihm seine Szenen oft verworren und unverständlich, häufig kippen Strohalms Gedankenexperimente von glaubhaften Ängsten in langatmige, magisch überhöhte Monologe, die dem Leser einiges an Geduld abverlangen. Hier wäre weniger mehr gewesen und so hinterlässt "Archibald Strohalm" einen zwiespältigen Leseeindruck: eine Mischung aus Faszination und Langeweile.“
Anton Thuswaldner sieht im Roman die Zeichen fehlender Bescheidenheit.
„Dem 25-jährigen Harry Mulisch war Bescheidenheit fremd. Ein Hauch von Größenwahn umweht diesen Roman, in dem der Titelheld einen zunehmend vertrackten, steinigen Weg nach innen beschreitet.“
Das starke Selbstbewusstsein des jungen Autors dokumentiere sich in der Bildungsbeflissenheit, in den zahlreichen Anspielungen und Konnotationsnetzen des Romans.
„Der junge Harry Mulisch will um jeden Preis klug wirken. Deshalb legt er Spuren zu Philosophie, Literatur, Religion und Mythos, legt den Köder der Anspielung aus und flicht ein engmaschiges Netz, in dem sich bedeutende Namen und große Bücher fangen. Ein Verweissystem durchzieht diesen Roman, alles hängt mit allem zusammen, und in der Mitte des Netzes sitzt der Autor, der auf den Leser lauert, um ihn mit einer Ration Niedergeschlagenheit zu versorgen. Die eigentliche Leidensfigur, so ist es bei Mulisch zu lesen, ist der Künstler, der das Leid der Welt auf sich nimmt. Er ist der einsame Demiurg, der Schöpfer des Himmels und der Erde aus dem Geist der Fantasie.“
Dirk Schümer sieht den Roman in seinem Nachruf als gültigen Beweis für Harry Mulisch großes Talent.
„Beide Romane umreißen das einzigartige Talent Mulischs in gültiger Weise: "Archibald Strohalm", eine Parabel der Kreativität, erzählt trotz oder gerade wegen der frischen Schrecken des Zweiten Weltkriegs scheinbar harmlos von einem schrulligen Puppenspieler, dessen Theater am Ende in Stücken liegt. "Das Attentat" hingegen arbeitet in genialer Adaption eines Thrillers die Gemengelage von Täter und Opfer, Gut und Böse, Kollaboration und Widerstand unter deutscher Besatzung derart aberwitzig heraus, dass bei den Lesern nach der Lektüre alle feststehenden Muster der nationalsozialistischen Zeit erschüttert sind. Dabei geht es Mulisch beileibe nicht um eine Verharmlosung; er möchte die Katastrophe des zwanzigsten Jahrhunderts bloß in all ihrer Komplexität begreifen und begreifbar machen.“
Gerrit Bartels und Bernd Müller sehen im Puppentheater Archibald Strohalms eine Allegorie auf die spätere Schriftstellerexistenz von Mulisch:
„Mulischs Verhältnis zu seinen Texten war symbiotisch. Sie spiegeln ihn selbst, und er war ein Teil von ihnen. Seine literarische Welt entspricht im Wesentlichen dem Puppentheater aus seinem Erstlingswerk „Archibald Strohalm“. Dort gibt es eine imaginäre göttliche Instanz, den Puppenspieler, der „die Puppen tanzen lässt“.“
Besonderes Gefallen an dem frühen Werk findet Cees Nooteboom, Schriftstellerkollege und jüngerer Freund von Mulisch:
„Mir selbst waren einige der »kleineren« Bücher aus seinem Werk am liebsten, wie das an Wahnsinn grenzende Archibald Strohalm (1951), das geheimnisvolle Oude lucht ("Alte Luft"), der Roman Schwarzes Licht, der Mijnheer Tienoppen oder Voer voor psychologen ("Futter für Psychologen").“

## Trivia
Nachdem Archibald Strohalm mit dem Reina Prinsen Geerligs Preis ausgezeichnet worden war, wollten Verlage seine Arbeit veröffentlichen. Van Oorschot wollte den Roman allerdings um fünfzig Seiten kürzen. Geert Lubberhuizen vom Verlag De Bezige Bij schlug dann vor, dass der Roman ohne Löschen von Seiten herausgegeben werden könne. Mulisch beschloss, den Roman zu überarbeiten, um zu sehen, ob vielleicht Van Oorschot recht hat. Während der Bearbeitung kam er zu dem Schluss, dass es fünfzig Seiten mehr sein müssten. Lubberhuizen war glücklich. Nach Mulisch war Lubberhuizen ein guter Verleger.
Mulisch behauptet, dass er das Manuskript erst im letzten Moment für den Reina Prinsen Geerligs Preis eingereicht habe. Er brachte es zum Haus des Vorsitzenden der Jury, und ein heftiger Sturm brach los, als er es übergeben wollte. Ob all das wahr ist, liegt in den Mythen, die Mulisch um seine Bücher geschaffen hat.

## Textausgaben
- Harry Mulisch: archibald strohalm. De Bezige Bij 1952, 298 Seiten, ISBN 9789023438793.
- Harry Mulisch: Archibald Strohalm. Roman, übersetzt aus dem Niederländischen von Gregor Seferens, Hanser 15. März 2004, fester Einband, 304 Seiten, ISBN 978-3-446-20464-5.
- Harry Mulisch: Archibald Strohalm. rororo Taschenbuch 1. April 2006, 304 Seiten, ISBN 978-3-499-24104-8.